# Guy A. Rouleau
Pour les articles homonymes, voir Rouleau.
Guy Armand Rouleau, née en 1957 à Ottawa, est un professeur, neurologue et généticien canadien.

## Biographie
Il fait ses études de médecine à l'Université d'Ottawa, une résidence en neurologie à l'Université McGill et un doctorat (Ph.D.) en génétique à l'Université Harvard. 
En 1993, Radio-Canada lui a décerné le titre de scientifique de l'année de Radio-Canada pour ses découvertes du gène de la forme familiale de sclérose latérale amyotrophique (maladie de Lou-Gehrig) et de celui de la Neurofibromatose de type II.
Il est aujourd'hui professeur de médecine à l'Université de Montréal et clinicien au Centre hospitalier de l'Université de Montréal. Ses travaux e recherche portent sur les facteurs génétiques impliqués dans les maladies du cerveau et du système nerveux. Le Dr Rouleau dirige le Centre de recherche du CHU Ste-Justine, le Centre d'excellence en neuromique de l'Université de Montréal (CENUM) et le Réseau de médecine génétique appliquée du Québec.

## Honneurs
- 1993 - Scientifique de l'année de Société Radio-Canada
- 1999 - Prix Léo-Pariseau de l'ACFAS
- 2007 - Officier de l'Ordre national du Québec
- 2012 - Prix Wilder-Penfield